# Bahus-Soubiran

Bahus-Soubiran este o comună în departamentul Landes din sud-vestul Franței. În 2009 avea o populație de 361 de locuitori.

## Evoluția populației
| An        | 1975 | 1982 | 1990 | 1999 | 2006 | 2009 |
| --------- | ---- | ---- | ---- | ---- | ---- | ---- |
| Populație | 365  | 327  | 326  | 303  | 347  | 361  |